# Davide Del Popolo Riolo
Davide Del Popolo Riolo (Asti, 12 gennaio 1968) è uno scrittore di fantascienza italiano, vincitore nel 2019 e nel 2022 del Premio Urania.

## Biografia
Nato ad Asti nel 1968, si è laureato in giurisprudenza all’Università di Torino nel 1992. Avvocato, vive e lavora a Cuneo.
Come scrittore ha esordito nel 2014 con De Bello Alieno, vincitore del premio Odissea e del premio Vegetti.
Più volte finalista al Premio Italia e due volte finalista al Premio Urania, ha ottenuto il riconoscimento nel 2019 con il romanzo Il pugno dell'uomo e nel 2022 con Per le ceneri dei padri.

## Premi e riconoscimenti
- vincitore del premio Odissea [1] nel 2014 e del premio Vegetti [2] nel 2015 con De Bello Alieno
- vincitore del premio Kipple[3] nel 2015 con Non ci sono Dei oltre il tempo
- vincitore del Premio Urania nel 2019 con Il pugno dell'uomo[4] e nel 2022 con Per le ceneri dei padri, (Urania ottobre 2023)[5]
- vincitore del Premio Italia [6] nel 2020 con Übermensch

## Opere

### Romanzi
- De Bello Alieno, Delos Books, 2014, ISBN 978-8865304808.
- Non ci sono Dei oltre il tempo, (Collana Avatar) Kipple Officina Libraria, 2016, ISBN 9788898953523.
- Übermensch, Delos Digital, 2019, ISBN 9788825408263.
- Il pugno dell'uomo, Urania n°1684, Arnoldo Mondadori Editore, 2020.
- Per le ceneri dei padri, Urania n°1719, Arnoldo Mondadori Editore, 2023.

### Romanzi brevi
- Erasmo, Robotica n. 23, Delos Digital, 2015, ISBN 9788867759064
- La mediatrice, Robotica n. 37, Delos Digital, 2016, ISBN 9788865308837
- Liberi dal bisogno, Futuro presente n. 14, Delos Digital, 2017, ISBN 9788825404364 ripubblicato nell'antologia Italia futura presente (a cura di Giulia Abbate ed Elena di Fazio, Delos Digital, 2019, ISBN 9788825409963
- La crisi del C.U.O.R.E., Robotica n. 55, Delos Digital, 2018, ISBN 9788825405552
- Annibale Barca. Il nemico, Watson, 2021, ISBN 9788887224795

### Racconti
- L'ambasceria alessandrina, nella raccolta Penny Steampunk volume 1 (a cura di Roberto Cera), 2016, Independently published, 2019.
- Lontano da casa, nella rivista Robot n. 81, Delos Digital, 2017, ISBN 9788825402995
- Il giorno in cui il mondo di Ricky finì, Fondazione SF magazine n. 25, 2017.
- La pena di Chrys, nell'antologia Futura lex (a cura di Gian Filippo Pizzo), La Ponga, 2018.
- Vita eterna, pubblicato in Lost Tales: Andromeda n. 3, Lettere elettriche srl, 2019, 2020 ISBN 9788894967258
- La villa stregata, nella rivista Robot n. 85, Delos Digital, 2018, ISBN 9788825407761
- Il turismo spaziale come incontro tra culture, Urania Millemondi n.84 Strani Mondi, Arnoldo Mondadori Editore, 2019.
- Lo straniero arrivò di martedì, nella rivista online Delos Science Fiction, Delos Digital, 2020, ISBN 9788825414097
- Il rogo delle vedove, Robotica n. 73, Delos Digital, 2020, ISBN 9788825412321
- Gli psicostorici, nella raccolta Bicentenario (a cura di Paolo Aresi) Delos Digital, 2020 ISBN 9788825412802
- La prima legge, nella raccolta Assalto al sole (a cura di Franco Ricciardiello Delos Digital, 2020 ISBN 9788825412949
- Vita e morte di un filosofo pratico pubblicato in appendice al romanzo Io, Druso (di Alessio Brugnoli), Delos Digital, 2020, ISBN 9788825413830
- Cinque stagioni su Eureka, Delos Digital, 2021, ISBN 9788825415216
- Il sogno di ferro, Delos Digital, 2021, ISBN 9788825415537
- Il giorno in cui vinsi la guerra del passato, Urania Millemondi n.90 Temponauti, Arnoldo Mondadori Editore, 2021.
- Calcio spettacolo, nell'antologia Olimpiadi di Toronto 2112 (a cura di Andrea Pelliccia), Delos Digital, 2021, ISBN 9788825416909